# Reinhold Mißelbeck
Reinhold Mißelbeck (* 15. April 1948 in Regensburg; † 3. November 2001 in Niederkassel) war ein deutscher Kunsthistoriker, Publizist und Kurator. Er war von 1985 bis 2001 Leiter der Sammlung Fotografie und Videokunst am Museum Ludwig Köln und Initiator der Internationalen Photoszene Köln.

## Leben
Mißelbeck studierte Kunstgeschichte, Philosophie, Soziologie und Malerei an den Universitäten München, Amsterdam und Münster. Nach seiner Promotion über das „Museum als Traditionsproduzent“ wurde er 1980 wissenschaftlicher Referent an der Graphischen Sammlung und 1985 Leiter der Sammlung Fotografie und Video am Museum Ludwig in Köln. In diesem Rahmen verhalf er der Sammlung L. Fritz Gruber zu größerer öffentlicher Bekanntheit, initiierte Ausstellungen und publizierte. Seit 1991 war er Lehrbeauftragter am Kunsthistorischen Institut der Universität zu Köln. 1984 initiierte Mißelbeck die 1. Internationale Photoszene Köln, die er bis zu seinem Tod mitgestaltete und die heute zu den europaweit bedeutendsten Festivals für Photographie zählt. Zu den international beachteten Ausstellungen, die Mißelbeck im Museum Ludwig kuratierte und die dazugehörigen Kataloge herausgab, gehörten unter anderem Chargesheimer. Photographie 1949–1970, 1983; Selection – Ninth November Night, Gottfried Helnwein , 1988; David Hockney – Restrospective Photoworks,1998.
Reinhold Mißelbeck starb mit 53 Jahren an einem Herzinfarkt in seinem Wohnhaus in Niederkassel.

## Schriften
als Autor:
- Das Museum als Traditionsproduzent. Strukturanalytische Betrachtungen zum Verhältnis von Antikunstströmungen und Reformtendenzen in der musealen Vermittlung von Kunst. Dissertation. Gesamthochschule Kassel 1980, DNB 810239256.
- Licht + Farbe. Photographien von Linda Heiliger und Suzen. Museum Ludwig, Köln 1984, DNB 850001250.
- Vom Landschaftsbild zur Spurensicherung. König, Köln 1987, ISBN 978-3-88375-073-6.
- Deutsche Lichtbildner. Wegbereiter der zeitgenössischen Photographie. DuMont, Köln 1987, ISBN 978-3-7701-2133-5.

als Herausgeber mit eigenen Texten:
- Chargesheimer. Photographien 1949–1970. Kiepenheuer und Witsch, Köln 1983, ISBN 3-462-01578-8.
- Sammlung Gruber: Photographie des 20. Jahrhunderts. Ausstellungskatalog. Museum Ludwig, Köln 1984, DNB 209548886.
- Photographie des 20. Jahrhunderts. Taschen, Köln 1996, ISBN 3-8228-8818-4.
- David Hockney – Retrospektive Photoworks. Braus, Köln 1998, ISBN 3-89466-215-8.
- Prestel-Lexikon der Fotografen. Prestel, München 2002, ISBN 978-3-7913-2529-3.
- Werner Mantz, Vision vom neuen Köln: Fotografien 1926 - 1932, Bachem Verlag, Köln, 2000, ISBN 978-3-7616-1434-1
- Lisette Model. Photographien 1933-1983, Edition Braus, Köln, 1992, ISBN 978-3-89466-030-7
- Helnwein – Neunter November Nacht – Ninth November Night, Museum Ludwig Köln, 1990, ISBN 978-0-9797390-2-6
- Bernd Lohse 1935–1953 – Menschen wie Du und ich – in der Welt von Gestern, Museum Ludwig Köln, 1989
- Köln-Ansichten: Fotografien von Karl Hugo Schmölz 1947–1985, Bachem Verlag, Köln, 1999, ISBN 978-3-7616-1403-7
- Albert Scopin, Edition Braus, Heidelberg, 1992, ISBN 3-89466-026-0
- Nils Burwitz – Auf Messers Schneide, Kehrer, Heidelberg, 1995, ISBN 978-3-9804444-2-2